# George Michael Gill
George Michael Gill, genannt: Michael Gill, (* 10. Dezember 1923 in Winchester, Hampshire, England; † 20. Oktober 2005 in London, England) war ein britischer Filmemacher und Autor.